# Chevêchette de jungle
Glaucidium radiatum
Espèce
Synonymes
- Strix radiata Tickell, 1833
(protonyme)
- Taenioglaux radiatum (Tickell, 1833)

Répartition géographique
Statut de conservation UICN

 LC  : Préoccupation mineure
Statut CITES
La Chevêchette de jungle (Glaucidium radiatum) est une espèce d'oiseaux de la famille des Strigidae.

## Description

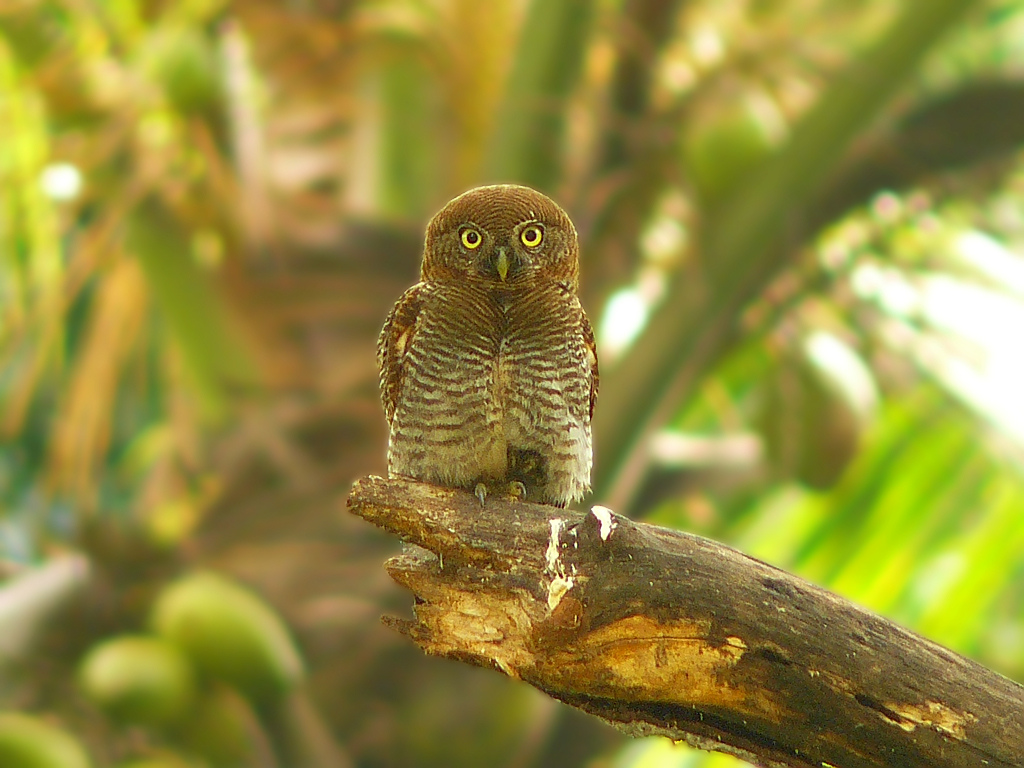
La sous-espèce G. r. malabaricum
dans le Kerala.

Son aire s'étend de Dalhousie au Bhoutan (à travers le sud de l'Himalaya, jusqu'à 2 000 m d'altitude) jusqu'au Sri Lanka.

## Répartition et sous-espèces
Selon la classification de référence du Congrès ornithologique international (15.1, 2025) elle se répartit en deux sous-espèces (ordre philogénique) :
- Glaucidium radiatum radiatum (Tickell, 1833) — Asie du Sud ;
- Glaucidium malabaricum (Blyth, 1846) — sud-ouest de l'Inde.